# Parque Marisa
Parque Marisa é um parque de diversão brasileiro, localizado na zona leste da cidade de São Paulo, em Itaquera. É o maior parque de diversões da cidade, e o mais antigo em funcionamento, e é um dos poucos parques que não possui crise econômica.
Aberto em 1973, o Parque Marisa funcionou como um parque itinerante até 1987, quando o fundador Miguel Cerretti colocou fim na rotina de excursões para se estabelecer de vez em Itaquera, na zona leste de São Paulo. De lá para cá, o parque passou de 14 para 20 brinquedos e se não fatura tanto quanto um negócio itinerante, estabilizou os custos fixos ao economizar com a logística e o consequente desgaste de equipamentos. O parque recebeu esse nome devido ao fato de Miguel imaginar que sua esposa, então grávida, teria uma filha, que ele planejava batizá-la com o nome de Marisa. Porém, mais tarde, foi descoberto que o casal teria um filho homem, o qual o empresário batizou com o seu nome.
O parque já foi usado como cenário para videoclipes dos cantores Anitta e Rashid, além de ter aparecido em cenas do filme A Menina Que Matou os Pais, de 2019.

## Ver outros parques
- Playcenter - SP
- Hopi Hari - SP
- Terra Encantada - RJ
- Beto Carrero World - SC
- O Mundo da Xuxa - SP